# Терминатор: Генисис
„Терминатор: Генисис“ (на английски: Terminator Genisys) е американски научнофантастичен екшън филм от 2015 г. на режисьора Алън Тейлър.
Това е петият филм от поредицата „Терминатор“. Премиерата е на 28 юни в Долби Тиътър, Лос Анджелис.
Снимките на „Терминатор: Генисис“ започват на 21 април 2014 г. в Ню Орлиънс и приключват на 6 август 2014 г.

## Актьорски състав
| Актьор             | Роля |
| ------------------ | --- |
| Арнолд Шварценегер | Терминатор / Пазител: Препрограмиран T-800 Терминатор, който е защитник и ментор на Сара. Брет Азар стоеше на снимачната площадка като дубльор на тялото за Терминатора Т-800 (от първия филм, който пътува във времето до 1984 г.) и Младия пазител през 1973 г. |
| Джейсън Кларк      | Джон Конър / T-3000: Лидерът на съпротивата и наставникът на Кайл, който беше атакуван от T-5000 и превърнат в T-3000 Терминатор, съставен от машинна фазова материя.                                                                                             |
| Емилия Кларк       | Сара Конър: Протежето на Старчето и предопределена да бъде майка на Джон. |
| Джай Кортни        | Кайл Рийс: Войник от Съпротивата и протеже на Джон, предназначен да бъде баща на Джон. |
| Джей Кей Симънс    | Детектив О'Брайън: Полицейски детектив алкохолик от полицейското управление на Сан Франциско (SFPD) и бивш морски пехотинец, който разследва пътници във времето, особено Терминатори.                                                                            |
| Дайо Окенаи        | Дани Дайсън: Синът на Майлс и президент на Cyberdyne Systems; той създава съвместно с Джон Конър операционната система Genisys. |
| Мат Смит           | Алекс / Скайнет / T-5000: Усъвършенстван Терминатор T-5000, който въплъщава Скайнет. Появата на Алекс също се използва от Скайнет като холографски аватар през 2017 г.                                                                                            |
| Ли Бюн-хун         | T-1000: Променящ формата си прототип на Терминатор, съставен от миметична полисплав. |
| Кортни Ванс        | Майлс Дайсън: Изпълнителен директор на Cyberdyne Systems, който финансира проекта Genisys. |

## Филми от поредицата за „Терминатор“
Поредицата „Терминатор“ включва 6 филма:
- „Терминаторът“ (1984)
- „Терминатор 2: Денят на страшния съд“ (1991)
- „Терминатор 3: Бунтът на машините“ (2003)
- „Терминатор: Спасение“ (2009)
- „Терминатор: Генисис“ (2015)
- „Терминатор: Мрачна съдба“ (2019)